# Lesseux
Lesseux é uma comuna francesa na região administrativa do Grande Leste, no departamento de Vosges. Estende-se por uma área de 2.94 km². Em 2010 a comuna tinha 154 habitantes (densidade: 52,4 hab./km²).